# James E. Pugh

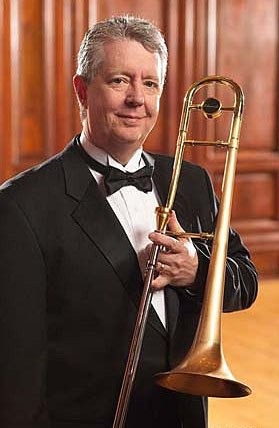
James E. Pugh

James Edward „Jim“ Pugh (* 12. November 1950 in Camden, New Jersey) ist ein amerikanischer Jazzmusiker (Posaune, Komposition).

## Leben und Wirken
Pugh, der in Butler (Pennsylvania) aufwuchs, begann im Alter von fünf Jahren Klavier zu lernen, bevor er sich mit zehn Jahren der Posaune zuwendete. Er erhielt Unterricht bei Matty Shiner von der Duquesne University in Pittsburgh, um ab 1968 an der Eastman School of Music bei Emory Remington, Donald Knaub, Chuck Mangione und Ray Wright sein Studium zu absolvieren. Nach seinem Abschluss tourte Pugh mit Woody Hermans Thundering Herd (1972–1976), bevor er 1977/78 Mitglied von Chick Coreas Fusionband Return to Forever war.
Pugh arbeitete dann 25 Jahre lang freiberuflich als Posaunist in New York City; er ist auf Alben von Yusef Lateef, George Benson, Joe Lovano, Barbara Cook, Jay Leonhart oder Carla Bley zu hören. Mit seiner eigenen Bigband nahm er 1981 das Album Cristal Eyes auf. 1984 leitete er gemeinsam mit dem Bassposaunisten Dave Taylor The Pugh-Taylor Project (das zwei Alben veröffentlichte). Weitere Alben unter eigenem Namen folgten.
Als Studiomusiker war Pugh für Yo-Yo Ma, Steely Dan, Orchestra of St. Luke’s, André Previn, Paul Simon, Barbra Streisand, Tony Bennett, Michael Jackson, Madonna, Pink Floyd und Frank Sinatra tätig. 2003 führte er Nathaniel Shilkrets Concerto for Trombone in der Carnegie Hall auf. Er ist auch auf den Tonträgern der Musicals City of Angels, Fosse und Victor/Victoria zu hören. In den letzten Jahren tourte er mit der Fusionband Steely Dan. Er ist Gründungsmitglied des Graham Ashton Brass Ensemble, das auch die Musik von ihm und Daniel Schnyder interpretierte.
Pugh komponierte für Film, Fernsehen und Hörfunk (etwa die Erkennungsmelodie der Radio-Sendung Performance Today). Seine Komposition Lunch with Schrödinger's Cat wurde 1989 von Marin Alsop und dem Concordia Chamber Orchestra im Lincoln Center uraufgeführt. Sein Concerto for Trombone and Orchestra führte er 1992 als Solist  mit dem Williamsport Symphony Orchestra auf. Die New Yorker Uraufführung erfolgte im März 2000 mit Joseph Alessi als Solist und Leonard Slatkin als Dirigent der New Yorker Philharmoniker. Das Graham Ashton Brass Ensemble spielte Pughs Kompositionen auf seinem Signum-Album Scenes of Spirits ein.
Pugh lehrt seit 2005 Jazzposaune als Professor an der University of Illinois at Urbana-Champaign.

## Preise und Auszeichnungen
Pugh ist der einzige Posaunist, der einen Virtuoso Award der National Academy of Recording Arts & Science erhielt. 2008 wählte National Public Radio sein Album X over Trombone in die Liste der besten klassischen CDs des Jahres 2008.

## Diskographische Hinweise
- 1981: Crystal Eyes (Pewter)
- 1984: The Pugh / Taylor Project  (DMP Digital Music Products)
- 2001: Pugh Mosso
- 2002: E’nJ Legend and Lion mit Eijiro Nakagawa[1]
- 2004: Echano
- 2004: E2’nJ2 (TNC, mit Eijiro Nakagawa)
- 2006: E’nJ Just Us
- 2007: X Over Trombone (Albany)[2]
- 2007: Holly and the Ivy
- 2012: The Devil’s Hopyard (Jazzmaniac)
- 2012: Pugh Taylor II (Pewter)